# Podkasaniec zwyczajny
Podkasaniec zwyczajny, podkasaniec Schreibersa (Miniopterus schreibersii) – gatunek małego drapieżnego nietoperza z rodziny podkasańcowatych (Miniopteridae), wyodrębnionej z mroczkowatych (Vespertilionidae). Gatunek zamieszkuje Europę, w szczególności południową, i Afrykę Północną. W starszych ujęciach systematycznych zaliczano do niego też podgatunki żyjące również w Afryce na południe od Sahary, w Azji, Australii i Oceanii (obecnie taksony podnoszone są do rangi odrębnych gatunków). Notowany jest również w Polsce jako 27. stwierdzony gatunek nietoperza w kraju. Jego pokarmem są głównie owady takie jak motyle, chrząszcze, muchówki. Samica osiąga dojrzałość płciową w wieku jednego roku, a w wieku dwóch lat (najczęściej latem) rodzi jedno młode; noworodki są nagie i ślepe. Usamodzielniają się w wieku 60 dni.
Okresowo odnotowywane są drastyczne spadki liczebności tego nietoperza, co łączone jest z warunkami pogodowymi i ingerencją człowieka. W niektórych miejscach gatunek wymarł, w 2019 roku zasugerowano, że trend populacji Europy i Turcji wydaje się generalnie stabilny. W Czerwonej księdze gatunków zagrożonych IUCN został zaliczony do kategorii VU (Vulnerable).

## Taksonomia
M. s. schreibersii
     M. s. bassani (M. orianae bassani)
     M. s. blepotis (M. blepotis)
     M. s. chinensis (M. chinensis)
     M. s. dasythrix (M. dasythrix)
     M. s. eschscholtzii (M. eschscholtzii)
     M. s. fuliginosus (M. fuliginosus
     M. s. japoniae
     M. s. oceanensis (M. orianae oceanensis)
     M. s. orianae (M. orianae)
     M. s. orsinii
     M. s. pallidus (M. pallidus)
     M. s. parvipes
     M. s. smitianus
     M. s. villiersi

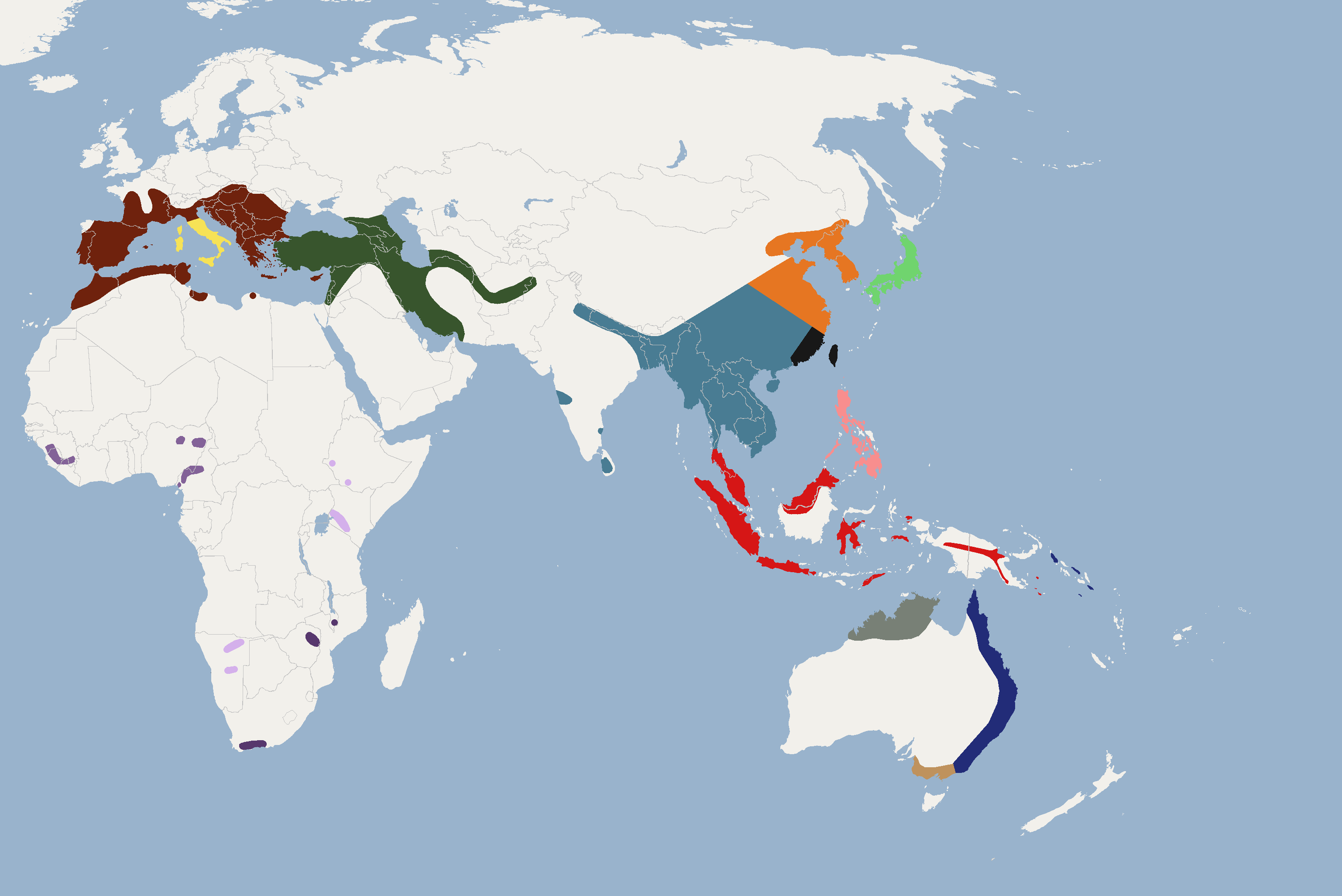
Zasięg występowania gatunku wedle starszych ujęć, które grupują poszczególne podgatunki (obecnie te podgatunki wyodrębniane są do rangi gatunku):
M. s. schreibersii
M. s. bassani (M. orianae bassani)
M. s. blepotis (M. blepotis)
M. s. chinensis (M. chinensis)
M. s. dasythrix (M. dasythrix)
M. s. eschscholtzii (M. eschscholtzii)
M. s. fuliginosus (M. fuliginosus
M. s. japoniae
M. s. oceanensis (M. orianae oceanensis)
M. s. orianae (M. orianae)
M. s. orsinii
M. s. pallidus (M. pallidus)
M. s. parvipes
M. s. smitianus
M. s. villiersi
(Podtaksony o legendzie zielonej, żółtej, czarnej i jasnofioletowej nie są uznawane nawet jako osobne gatunki)

Gatunek nazwany został naukowo według binominalnego nazewnictwa gatunków przez Heinricha Kuhla w 1817 roku jako Vespertilio schreibersii. Swój opis umieścił w czasopiśmie „Die Deutschen Fledermäuse”. Niektóre źródła jako współautora pierwszego opisu uznają Johanna Natterera. Jako miejsce typowe holotypu wskazano południowo-wschodnie góry Banatu, dokładnie jaskinia blisko Coronini w Rumunii. Obecnie według autorów Illustrated Checklist of the Mammals of the World i HMW jest to gatunek monotypowy.

### Filogeneza
Miniopteridae w niektórych ujęciach były traktowane w randze podrodziny w rodzinie mroczkowatych (Vespertilionidae), lecz opublikowane w 2013 roku wyniki badań naukowych wykazały znaczną odmienność gatunków z rodzaju Miniopterus od mroczkowatych pod względem morfologii, embriologii, immunologii, a także genetyki (między innymi podkasańcowate mają nieco inny kształt zębów i większe plemniki, co po raz pierwszy zauważono u podkasańca zwyczajnego). Autorzy tych badań wskazali na konieczność utworzenia dla tej grupy odrębnej, siostrzanej w stosunku do Vespertilionidae rodziny Miniopteridae z jednym rodzajem podkasaniec (Miniopterus).
Rewizje taksonomiczne oparte na badaniu DNA wskazują, że Miniopterus schreibersii, który tradycyjnie grupował wiele podgatunków rozmieszczonych również w Afryce Subsaharyjskiej, Azji i Australii, powinien zostać gatunkiem monotypowym, obejmującym swym zasięgiem Europę, Afrykę Północną i część Bliskiego Wschodu, a podtaksony z rejonów tropikalnych powinny uzyskać status odrębnych gatunków. Okazało się, że nie są one wcale blisko spokrewnione z podkasańcem zwyczajnym – najbliższymi jego krewnymi są podkasaniec pozłacany (M. pallidus) ze Środkowego Wschodu i M. maghrebensis z Maghrebu, który był do 2014 roku uznawany za jedną z populacji M. schreibersii – do czasu zbadania próbek DNA. Podkasaniec pozłacany uznawany był od czasu opisania za podgatunek podkasańca zwyczajnego, a przez jego jaśniejsze futro uznawano go za jaśniejszą formę lub miało to być jakoby dowodem na zmianę ubarwienia w innych porach roku. Wiadomo także, że czasami dochodzi do hybrydyzacji między tymi dwoma taksonami. Jednak M. pallidus preferuje polować na bardziej suchych terenach, a M. schreibersii na nadmorskich; ponadto wykazano między tymi gatunkami kilka różnic genetycznych.

### Etymologia
Nazwa Miniopterus (w niektórych źródłach zapisywana jako Minyopterus, Miniopteris albo Minneopterus) pochodzi z języka greckiego i oznacza „o małych skrzydłach” – od gr. μινυς minus, μινυoς minuos „mały” oraz -πτερος -pteros „-skrzydły”, od πτερον pteron „skrzydło”. Natomiast epitet gatunkowy „schreibersii” honoruje Carla Franza Antona Ritter von Schreibers. Czasem w niektórych źródłach epitet gatunkowy jest pisany jako schreibersi, jednak chiropterolodzy – Polak Wiesław Bogdanowicz i Niemiec Dieter Kock – uznają ten epitet za błędny i za poprawną formę przyjmują schreibersii.
Zwyczajowa nazwa angielska rodziny – bent-winged bats albo long-fingered bats wzięła się od tego, że drugi paliczek trzeciego palca jest prawie trzy razy dłuższy niż pierwszy (paliczek). Palec jest charakterystycznie wygięty, ponieważ pierwszy paliczek jest ustawiony pod kątem w kierunku linii drugiego palca.

## Występowanie i środowisko
Gatunek żyjący w Europie i na Bliskim Wschodzie, od Półwyspu Iberyjskiego na wschód do północnej i zachodniej Anatolii (obecnej Turcji) oraz zachodniej Gruzji. Zasięg występowania sięga dalej, obejmuje również północną i centralną Francję, Słowację i Rumunię, na południe do Maroka, północnej Algierii, Tunezji, północno-zachodniej i północno-wschodniej Libii (Trypolitania i Cyrenajka), Syrii, Libanu, Izraela i najprawdopodobniej Jordanii, a także obejmuje większość wysp Morza Śródziemnego. Historyczne stwierdzenia tego gatunku obejmują południowo-zachodnie Niemcy, Szwajcarię i Czechy. Na niektórych terenach sympatrycznie występuje z wcześniej wspomnianymi M. maghrebensis i M. pallidus, acz niektóre populacje z tych terenów wymagają dokładniejszej analizy genetycznej.
Niektóre źródła nadal uznają zgodnie z tradycyjnym ujęciem systematycznym populacje z innych kontynentów za podgatunki i zasięg występowania w takim wypadku obejmuje również Chiny i Japonię, większość Półwyspu Indomalajskiego, Filipiny, Nową Gwineę, Archipelag Bismarcka, Wyspy Salomona (w tym Wyspę Bougainville’a), Australię i Afrykę Subsaharyjską.
Takson obecnie zaliczany jest do polskiej chiropterofauny. Jego obecność na Pogórzu Rożnowskim potwierdzili Krzysztof Piksa i Wojciech Gubała, gdzie wówczas obserwowali oni samicę zapadniętą w torpor w piwnicy na zamku w Rożnowie. Już od dawna przypuszczano, że gatunek ten pojawia się w Polsce. Jest to dwudziesty siódmy gatunek nietoperza w kraju i przedstawiciel trzeciej rodziny tych ssaków.

### Środowisko
Występuje na różnych terenach np. w Lewancie, Maghrebie i Półwyspie Iberyjskim często na półpustyniach, a w strefie umiarkowanej żyje w lasach liściastych zrzucających liście na zimę, nad Morzem Śródziemnym osiedla się blisko lasów śródziemnomorskich i formacji typu makia. Nietoperz ten jest aktywny na wysokości od 1000 do 1400 m n.p.m. Tereny, gdzie podkasańce zwyczajne się rozmnażają i odchowują młode, często znajdują się poniżej 1000 m, rzadziej niektóre kolonie stwierdzane są do wysokości 1200 m n.p.m. Nie rozmnażające się i zapadające w torpor osobniki przeczekują okres zimy czasem także na wysokości 1400 m n.p.m.

## Morfologia
Niektóre źródła nazywają go małym nietoperzem, inne nazywają go średniej wielkości latającym ssakiem. HMW wymienia następujące wymiary podkasańca zwyczajnego: ciało osiąga 51–59 mm; ogon ma 52–63 mm; ucho ma 10–12 mm; stopa tylna osiąga 9,8–10,9 mm; przedramię zwykle mierzy 43–47,1 mm; nietoperz waży zwykle 11–14 g. Niektóre źródła podają długość ciała od 5 do 6 cm i rozpiętość skrzydeł 28–30 cm. Sierść jest bardzo gęsta i jedwabista, ale jednocześnie krótka; włosy są dwukolorowe, ciemniejsze są u „podstawy”. Grzbiet jest szary bądź popielaty, rzadziej szarobrązowy z jaśniejszymi akcentami przodu. Uszy i koziołek (5,5–7 mm) są krótkie, smukłe i zagięte do tyłu. Pysk jest krótki. Ostroga (chrząstka sięgająca od pięty do błony lotnej) bardzo dobrze rozwinięta bez płatka. Błona lotna i uropatagium (błona ogonowa) są ciemnego koloru; skrzydła są szerokie u nasady i zwężają się ku końcowi. Garnitur chromosomowy dla populacji tureckich, szwajcarskich, włoskich i greckich wynosi 2n = 46 i  liczba ramion chromosomów (FN) wynosi 52–56. Chromosom X jest metacentryczny, a chromosom Y akrocentryczny. Nietoperze te żyją około 16 lat, aczkolwiek niektóre dane, jak IUCN, podają maksymalny wiek tego latającego ssaka na nawet 22 lata.

## Ekologia

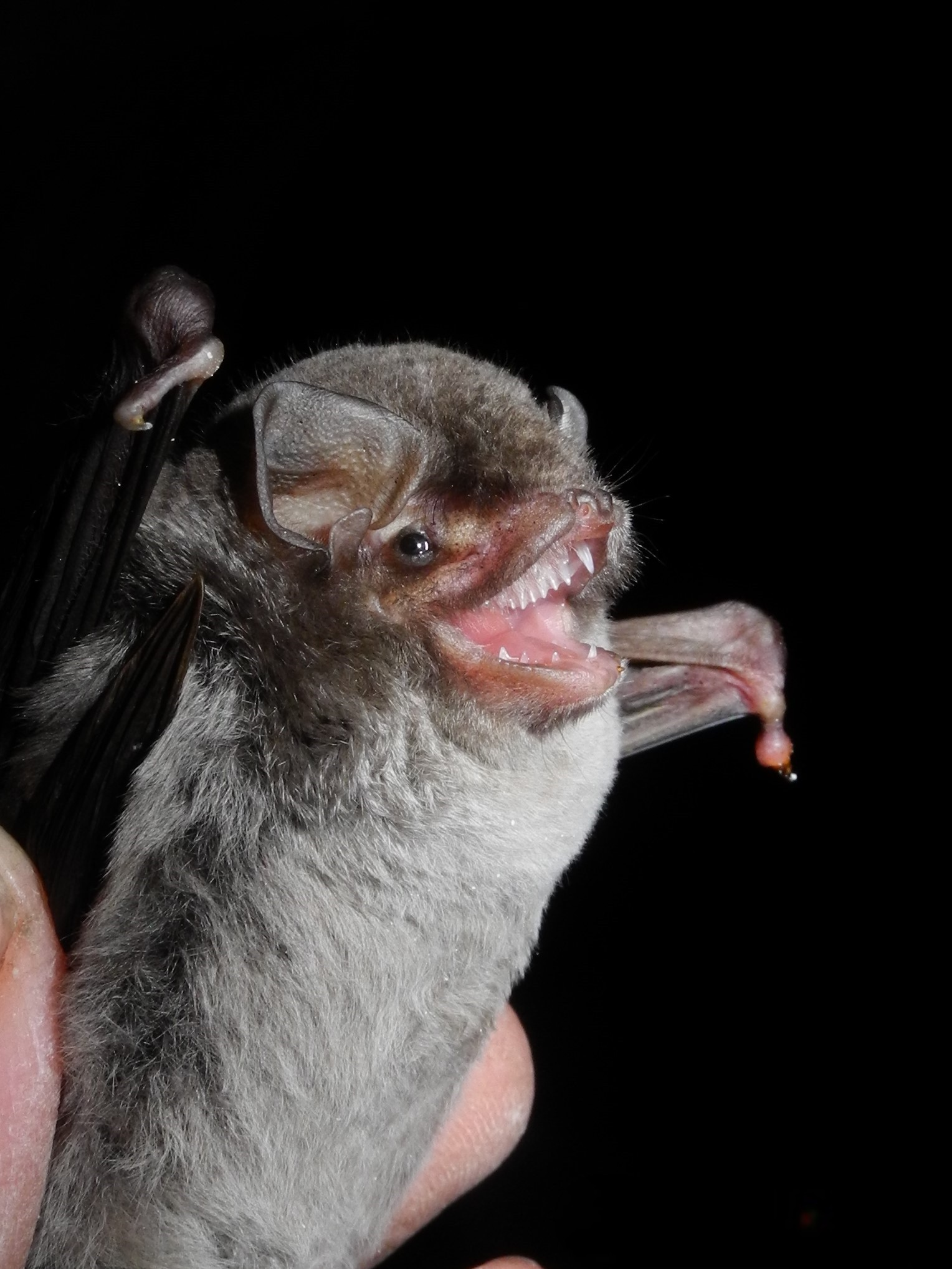
Złapany podkasaniec zwyczajny

### Pożywienie
Jest to ssak polujący w powietrzu, głównie na otwartych przestrzeniach, chociaż w locie potrafi wykonywać zwroty pozwalające na polowanie w lasach, blisko dna lasu i koron drzew. W północnej Francji podkasańce te nie stronią od sadów, parków i innych siedzib ludzkich, gdzie mogą łapać owady zwabione światłem latarni ulicznych. Unika lasów piniowych, mieszanych i równin z różnego typu roślinnością. Lasy łęgowe, żywopłoty lub również obrzeża lasów są miejscem, gdzie te drapieżne ssaki mogą odpocząć, zanim wyruszą na łowy. We Włoszech wykorzystują one gaje oliwne i plantacje kasztana jadalnego (Castanea sativa) oraz lasy nadmorskie, natomiast nie zaobserwowano, by łowiły owady w makii ani przy terenach zurbanizowanych. W Portugalii zwykle polują blisko wody, lasów, ale także siedlisk antropogenicznych. 
Pokarmem tego ssaka są głównie motyle (Lepidoptera) i stanowią one ponad 70% diety tych nietoperzy; obrazują to badania ze Słowenii, gdzie motyle stanowiły 79% całej diety w ciągu roku, jesienią te owady były składnikiem diety w 50%, a latem Lepidoptera stanowiły 90% diety „letniej”. Dieta obejmuje też siatkoskrzydłe (Neuroptera; głównie złotookowate [Chrysopidae]) w 9,2% diety rocznej i 26% jesienią, muchówki (Diptera) wynoszą 7,4% diety w ciągu roku, maksymalnie 15,7% wiosną i 21,6% w jesieni; „jadłospis” obejmuje też w nieznacznym stopniu (2,2%) chruściki (Trichoptera) i chrząszcze (Coleoptera) – te ostatnie są mniej chętnie łapane niż chruściki, stanowiąc 1,4% diety w ciągu roku i maksymalnie 10% wiosną. IUCN jako składnik diety podaje również niektóre taksony prostoskrzydłych (Orthoptera) czy ogólnie inne stawonogi.
Dieta w październiku różni się znacząco od tej, która obejmuje pozostałe miesiące; ponadto nietoperz może zmieniać swój główny składnik diety na ten, którego jest pod dostatkiem. Podkasaniec chwyta średniej wielkości ofiary w stosunku do swojego ciała (zwierzęta mają zwykle rozpiętość skrzydeł wynoszącą 2–18 mm). W badaniach z Europy 79 osobników z 16 lokalizacji (7 krajów) spożywało przedstawicieli 12 rzędów owadów, gdzie motyle były dominującym składnikiem diety (w 97% przypadków, stanowiąc 75% diety); zjadane gatunki z tego rzędu należały do 35 rodzin, ale najczęściej chwytane ofiary to przedstawiciele Noctuidae i Geometridae. Diptera (20 rodzin, takie jak komarowate [Culicidae], koziułkowate [Tipulidae] oraz meszkowate [Simuliidae]) także były chętnie łapane w 50% przypadków; Neuroptera i Coleoptera stwierdzono u 25% przypadków. Ofiary potrafią wyczuć echolokację nietoperza, dlatego ten wydaje dźwięki o częstotliwości niewykrywalnej dla stawonogów (tj. 54 kHz).

### Rozmnażanie
Podkasaniec rozmnaża się raz do roku, samica rodzi jedno młode. Zagnieżdżenie następuje zimą. Okres godowy przypada na wrzesień oraz październik. Komórka jajowa jest zapładniana natychmiast, lecz blatocysta nie zagnieżdża się w macicy do końca hibernacji; następuje to dopiero (w zależności od warunków) w marcu lub kwietniu. Porody odbywają się w czerwcu i na początku lipca we Francji i Hiszpanii, a na początku czerwca w Portugalii. Cały cykl trwa od 8 do 9 miesięcy. Młode zaczynają latać w wieku 40 dni, a usamodzielniają się w wieku 60–70 dni.

### Aktywność
We Francji samice brzemienne wylatywały ze swych schronień godzinę po zachodzie słońca, natomiast powracały do swych legowisk 2,5 godzinę przed wschodem słońca, co dawało łącznie 5,5 godzin aktywności drapieżnika; samice karmiące opuszczały schronienia 42 minuty po zachodzie słońca i wracały pół godziny wcześniej od swych ciężarnych odpowiedników, mimo to poza legowiskiem przebywały 6 godzin. Każda z samic i tak powracała do schronień tymczasowo. Słoweńskie populacje często opuszczają jaskinie i inne kryjówki 20 minut po zachodzie słońca w liczbie 100 osobników. 
Podobnie jak większość gatunków nietoperzy, Miniopterus schreibersii w czasie dnia zapada w torpor, by zaoszczędzić energię przed następną wędrówką w poszukiwaniu pokarmu. Czyni to jednak tylko w czasie niekorzystnych warunków środowiskowych; hibernuje natomiast w czasie najzimniejszych miesięcy zimy. Hibernacja zależy od tego, czy dane zimy na danym terenie są łagodne, czy mroźne – w północnej Francji trwa ona 5 miesięcy, a w Portugalii lub Hiszpanii trwa zaledwie 2; hiszpańskie legowiska hibernacyjne osiągają temperaturę 5-10 °C, podczas gdy w Chorwacji temperatura osiąga tam zwykle 3,7-4,5 °C. Przed hibernacją, w październiku i listopadzie, podkasaniec zwyczajny zwiększa swą masę o 31,5 % w zaledwie 29 dni. 
Nietoperze te wydają ultradźwięki o częstotliwości 59,3-113,5 kHz, każdy odgłos kończy się, mając częstotliwość 47,5-55,7 kHz. W czasie najsilniejszych wzrostów częstotliwości dźwięk 49,4-62,5 kHz; trwa to około od 2 do 13,8 milisekund na podstawie obserwacji populacji włoskich i 2,8-4,6 milisekund u osobników z terenów Turcji.
Jako schronienia/legowiska zwierzęta te wybierają jaskinie lub struktury im podobne np. kopalnie oraz tunele. Mniejsze grupki bądź pojedyncze osobniki mogą osiedlać się wśród szczelin skalnych lub opuszczonych siedzib ludzkich, traktując takie miejsca jako substytut. Starsze ujęcia jako legowiska tych nietoperzy wymieniają także przepusty lub inne struktury blisko siedzib ludzkich (źródła te jednak nadal uznają inne Miniopterus za podgatunki M. schreibersii, dlatego niektóre informacje mogą dotyczyć innych gatunków w obrębie rodziny).

### Migracje, areał osobniczy i interakcje gatunkowe

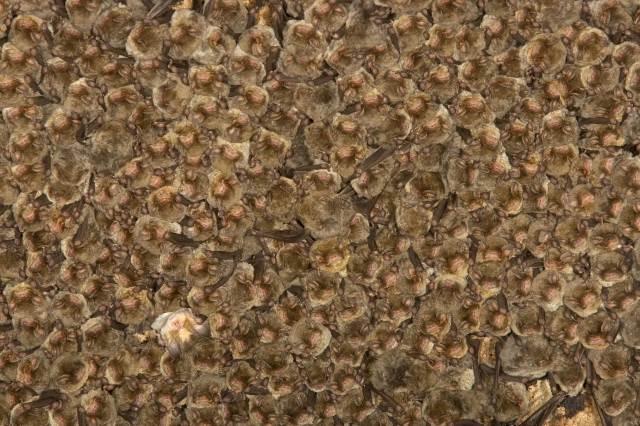
Zwarta kolonia w towarzystwie podkowca średniego

We Francji samice śledzone przez radio w okresach krótszych niż tydzień miały areały osobnicze, które odpowiadały ich strategii żerowania – łowcy na otwartej przestrzeni z dobrymi możliwościami lotu. Areały te były większe u samic podczas laktacji (22,318 ha), a mniejsze u ich ciężarnych odpowiedniczek (10,837 ha). Zasięg całej kolonii ze wszystkich zapisów śledzenia radiowego był mniejszy dla ciężarnych samic niż dla samic w okresie laktacji. Każdy nietoperz żerował każdej nocy na 1-9 małych żerowiskach. Najdłuższa zarejestrowana odległość od schronienia do żerowiska wynosiła 29,7 km dla samicy w okresie laktacji i 24,7 km dla samicy w ciąży. 
W Portugalii samice podczas okresu godowego nie oddalały się na ponad 15,5 km, a 82% żerowisk znajdywało się 10 km od schronienia; regułą u tych nietoperzy jest, aby takie tereny leżały blisko schronienia i były zasobne w wody, które zaspokajają pragnienie ssaków. Dodatkowo każda kolonia obejmuje dany obszar, który charakteryzuje się licznymi podziemnymi przejściami i posiada cechy środowiska pomagające w polowaniu. Zwierzęta te tworzą różne subpopulacje; każda subpopulacja posiada inne wymagania, wybierając schronienia o preferowanej temperaturze. Miejsca przeznaczone na odchów młodych osiągają zwykle temperaturę 19 °C, a miejsca na hibernację mają stałą temperaturę 11,5 °C (w Portugalii). 
Dalekie migracje są rzadkością (maksymalnie przemierzają 833 km). Samice pierwsze przylatują do miejsc, gdzie odbywa się okres lęgowy, potem samce; młode zostają dłużej w miejscach, gdzie się urodziły, prawdopodobnie dlatego, że ciepła temperatura wpływa na przyrost masy i ogólny rozwój organizmu.
Podkasaniec zwyczajny tworzy duże kolonie, jedne z największych wśród europejskich nietoperzy (naliczono w jednej ponad 65 tysięcy zwierząt). Często nie jest w nich sam; nietoperze takie, jak nocek orzęsiony (Myotis emarginatus), nocek duży (Myotis myotis), nocek długopalcy (Myotis capaccinii) i podkowce (podkowiec duży, Rhinolophus ferrumequinum, podkowiec śródziemnomorski, R. euryale i podkowiec średni, R. mehelyi) koegzystują z tym gatunkiem. Nocek długopalcy często rodzi młode w tych samych miejscach, co podkasaniec zwyczajny; młode tych dwóch gatunków często formują zwarte grupy, gdy ich matki wyruszają na polowanie.

### Pasożyty

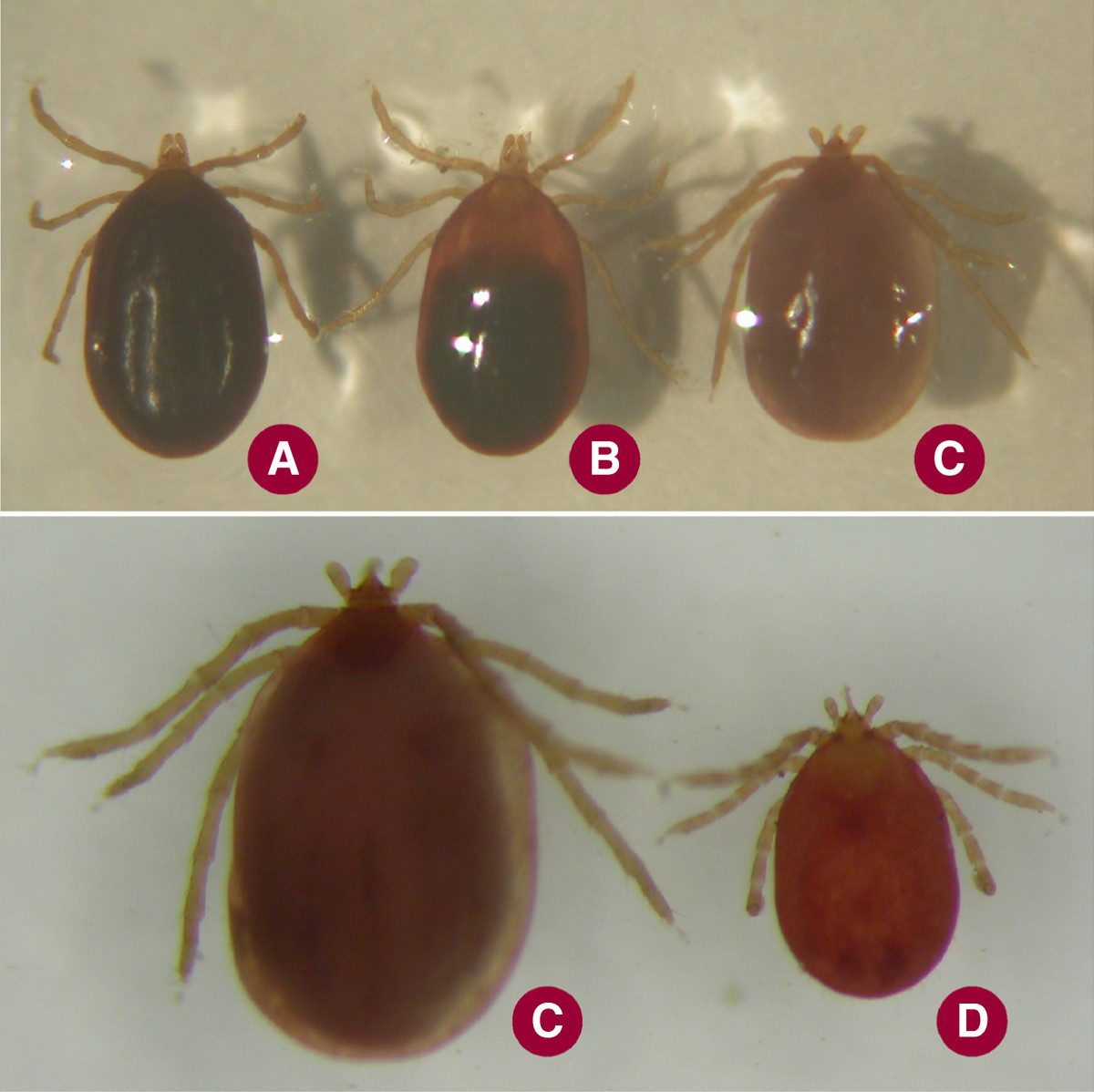
Kleszcze pasożytujące na mroczkokształtnych; larwa Ixodes simplex pozyskana od podkasańca zwyczajnego oznaczona literą D

Jako iż ten gatunek jest wysoce społeczny, to jego głównym pasożytem może być Ixodes simplex z rodziny kleszczowatych (Ixodidae). Jest to gatunek typowy, który według najnowszych badań może pożywiać się również ludzką krwią. Jest to dość rzadkie wśród kleszczowatych odżywiających się krwią nietoperzy. Dużo częściej na człowieku pasożytują obrzeżkowate (Argasidae), które także preferują zwierzęcą krew. Innym roztoczem pasożytującym na Miniopterus schreibersii może być Spinturnix psi – został on zauważony na krymskich okazach muzealnych tego mroczkokształtnego. Jednakże na Krymie podkasańce zwyczajne wymarły w połowie XX wieku, a ten przedstawiciel Spinturnicidae żył tylko na tym gatunku. Poza roztoczami (Acari) na opisywanym gatunku i też innych Miniopterus pasożytują narzępikowate (Hippoboscidae), które chętnie przebywają w sierści tych nietoperzy. W jednym z badań wykazano, że choć podkasaniec zwyczajny dzieli schronienia z podkowcem dużym (Rhinolophus ferrumequinum), to oba gatunki posiadają odrębne pasożyty. Badania przeprowadzone zostały na terenach Serbii oraz Bośni i Hercegowiny i wykazały, że na Miniopterus schreibersii pasożytują 2 gatunki z rodzaju Penicillidia, 1 gatunek z rodzaju Nycteribia i omawiany wcześniej Spinturnix psi, a na podkowcu dużym preferują żyć Eyndhovenia euryalis i Phthiridium biarticulatum, które natomiast nie zostały wykazane z ciała podkasańca zwyczajnego. W badaniach z 2019 roku wykazano, że w centralnej części Portugalii podkasaniec ten jest najliczniejszy w porównaniu do innych nietoperzy np. omawianych w tym samym badaniu nocków (Myotis); głównymi pasożytami tego pierwszego są Nycteribia schmidlii i Penicillidia conspicua, oba są znanymi żywicielami owadorostowców (Laboulbeniales) – jest to przykład nadpasożytnictwa (ang. Hyperparasitism), kiedy to pasożyty nietoperza (swojego żywiciela) same są żywicielami dla tychże grzybów. Oprócz przedstawionych powyżej narzępikowatych na M. schreibersii stwierdzono P. dufourii.

## Zagrożenia i ochrona

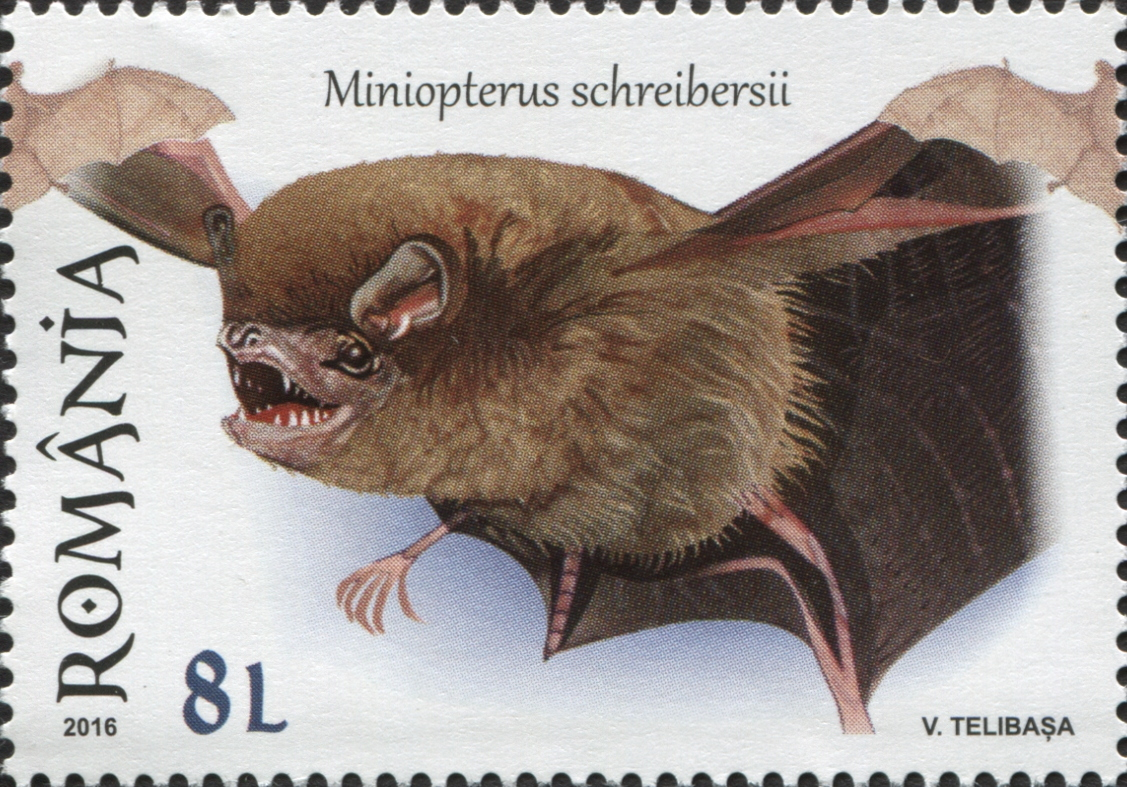
Znaczek pocztowy z Rumunii z 2016 roku

W Czerwonej księdze gatunków zagrożonych Międzynarodowej Unii Ochrony Przyrody został zaliczony do kategorii VU (Vulnerable) od 2020 roku. Wcześniej (od 2003 roku) klasyfikowany był do kategorii NT (gatunek bliski zagrożenia, Near Threatened). Liczebność populacji nie jest znana, a jej trend uznawany jest za spadkowy – w ostatnim czasie gatunek zmniejszył zasoby o co najmniej 30%. W niektórych krajach prawdopodobnie wymarły lub całkowicie wymarły: W Niemczech i Ukrainie wymarły, co zostało potwierdzone, natomiast w Austrii prawdopodobnie wymarł.
Głównym zagrożeniem dla tego nietoperza jest niepokojenie kolonii, zarówno na schronieniach zimowych, jak i letnich. Nieodpowiednie zabezpieczenie wejść do jaskiń (np. niewłaściwie zaprojektowane kraty) może prowadzić do porzucenia dawnych terenów zamieszkania, a nawet śmierci uwięzionych w grocie osobników. Kolejnym zagrożeniem są turbiny wiatrowe, które powodują śmierć części zwierząt. W 2002 roku w Europie odnotowano drastyczny spadek liczebności tego nietoperza, co najprawdopodobniej związane było z wahaniami pogodowymi w okresie późnej zimy oraz wczesnej wiosny. W wyniku spadku liczebności w Austrii w niektórych jaskiniach, gdzie znajdowały się kolonie liczące do 2500 osobników, obecnie stwierdzane są pojedyncze okazy. W 2013 r. w kolonii nietoperzy Miniopterus schreibersii doszło do incydentu masowej śmiertelności, który spowodował śmierć około 500 osobników w północno-wschodnich Węgrzech (Góry Bukowe). Z kolei w 2019 roku trend populacji z Turcji i większości terenów Europy określano jako stabilny.
W Europie jest chroniony przez ustawodawstwo krajowe w większości państw zasięgu. Istnieją również międzynarodowe zobowiązania prawne dotyczące jego ochrony poprzez Konwencję Bońską (Eurobats) i konwencję berneńską w częściach zasięgu, w których mają one zastosowanie. Znajduje się w załączniku II (i IV) dyrektywy siedliskowej UE, dlatego wymaga specjalnych środków ochrony, w tym wyznaczenia specjalnych obszarów ochrony. Natura 2000 zapewnia pewną ochronę siedlisk, a niektóre kryjówki są już chronione na mocy przepisów krajowych. W Hiszpanii, Włoszech, Rumunii i Niemczech zrealizowano szereg projektów finansowanych z programu LIFE dotyczących tego gatunku.
W 2016 roku, w Rumunii wyemitowano znaczek pocztowy o nominale 8 lei rumuńskich, przedstawiający tego nietoperza. Autorem znaczka jest Victor Telibașa.